# Fays-la-Chapelle
Fays-la-Chapelle é uma comuna francesa na região administrativa de Grande Leste, no departamento de Aube. Estende-se por uma área de 0,5 km². Em 2010 a comuna tinha 130 habitantes (densidade: 260 hab./km²).